# Wiktor Gorzelany
Wiktor Gorzelany (ur. 21 maja 1908 we Lwowie, zm. 31 października 1976 w Szczecinie) – polski chemik (spec. chemia nieorganiczna, analiza chemiczna), profesor związany z Politechniką Szczecińską.

## Życiorys
Urodził się i spędził młodość we Lwowie, gdzie studiował chemię na Uniwersytecie Jana Kazimierza. Studia skończył w 1935 r., a 1938 r. otrzymał stopień doktora filozofii w zakresie chemii. Został młodszym asystentem zakładzie chemicznym I, kierowanym przez prof. dr. Romana Małachowskiego, a następnie adiunktem w Katedrze Chemii Nieorganicznej.
We wrześniu 1939 r., w czasie kampanii wrześniowej, odłamek ciężko ranił go w głowę, a po kapitulacji Warszawy znalazł się w Oflagu II C Woldenberg. Wykładał chemię w tzw. „Uniwersytecie Woldenberskim”. Został uwolniony w lutym 1945.
Pionier Wrocławia. W latach 1945–1952 uczestniczył w organizowaniu szkolnictwa wyższego we Wrocławiu. Początkowo był adiunktem prof. Włodzimierza Trzebiatowskiego, a w roku 1951 został kierownikiem Katedry Chemii na Uniwersytecie Przyrodniczym, utworzonej wspólnie z Edwinem Płażkiem i Bogusławą Jeżowską-Trzebiatowską (początkowo była to Katedra Chemii Ogólnej Wydziału Rolniczego Uniwersytetu i Politechniki – pierwszej po wojnie wspólnej uczelni wrocławskiej).
W roku 1953 został służbowo przeniesiony do Szczecina, do powstającej tam Wyższej Szkoły Inżynierskiej (przekształconej później w Politechnikę Szczecińską). Otrzymał stanowisko zastępcy profesora i kierownika Katedry Chemii Nieorganicznej na Wydziale Chemicznym (po reorganizacji wydziału w 1970 r. – Zakład Chemii Nieorganicznej w Instytucie Chemii Podstawowej). W 1955 r. został mianowany na docenta, a w 1970 r. uzyskał tytuł profesora nadzwyczajnego. Był w latach:
- 1954–1956 – prodziekanem Wydziału Chemicznego,
- 1956–1960 – dziekanem Wydziału,
- 1965–1972 – kierownikiem Punktu Konsultacyjnego PS dla pracujących w Gorzowie Wielkopolskim,
- 1970–1976 – zastępcą dyrektora Instytutu Chemii Podstawowej.

Prowadził m.in. badania związków kompleksowych, właściwości tlenków ołowiu, możliwości technicznego wykorzystania wypałków markazytowych, procesów odsiarczania gazów spalinowych.
Już jako pracownik Uniwersytetu Jana Kazimierza był członkiem Polskiego Towarzystwa Chemicznego. Należał do Polskiego Towarzystwa Przyrodników im. Kopernika i Towarzystwa Wiedzy Powszechnej oraz do grona organizatorów Szczecińskiego Oddziału PTChem i Szczecińskiego Towarzystwa Naukowego (STN).
Odszedł na emeryturę w roku 1976 r. Zmarł w październiku tego roku.

## Publikacje (wybór)
Spośród publikacji Wiktora Gorzelanego wielokrotnie wznawiano skrypty i podręczniki akademickie, np.:
- Ćwiczenia z chemii nieorganicznej i preparatyki (wyd. 1964, 1967),
- Półmikroanaliza jakościowa z zarysem teorii chemii analitycznej; współautorzy: Jadwiga Wojciechowska, Alfred Śliwa (wyd. 1967, 1971,1974),
- Obliczenia chemiczne: zbiór zadań z chemii nieorganicznej i analitycznej wraz z podstawami teoretycznymi; Wiktor Gorzelany i współautorzy, red. Alfred Śliwa (wyd. 1961, 1967, 1970, 1972, 1979, 1982, 1987)

## Ordery i odznaczenia
- Krzyż Kawalerski Orderu Odrodzenia Polski[4]
- Złoty Krzyż Zasługi (14 października 1947)[13]
- Medal 10-lecia Polski Ludowej (5 maja 1955)[14]

## Wspomnienia
Z okazji 60-lecia Politechniki Wrocławskiej prof. Adam Bartecki napisał:

Kierownikiem tych pracowni był dr Wiktor Gorzelany. Ten niezwykle surowy i wymagający nauczyciel był bezwzględny w stosunku do studentów lekceważących prawa laboratorium, zwłaszcza gdy chodziło o solidność oznaczeń analitycznych. Studenci, którzy odgadywali wyniki (np. opierając się na wynikach rzutu monety) nie mogli liczyć na taryfę ulgową. Dla mnie dr Gorzelany był najważniejszą osobą w czasie moich studiów. Byłem też dumny, gdy jako profesor Politechniki Szczecińskiej zaprosił mnie, już jako docenta, z wykładem na posiedzenie Polskiego Towarzystwa Chemicznego.